# Charinus papuanus
Charinus papuanus är en spindeldjursart som beskrevs av Peter Weygoldt 2006. Charinus papuanus ingår i släktet Charinus och familjen Charinidae. Inga underarter finns listade i Catalogue of Life.